# Rob Riemen
Rob Riemen (nascut el 18 de febrer de 1962 als Països Baixos) és un escriptor, assagista i filòsof neerlandès. També és director del Nexus Institute.

## Biografia
Riemen va créixer en una família catòlica de la classe obrera. El seu pare era un líder sindical i la seva mare també treballava en un sindicat. Va estudiar teologia i filosofia a la Universitat Catòlica de Brabant, a Tilburg, on es va graduar el 1992. Posteriorment es va establir contacte amb l'editor Johan Polak, qui va donar suport a la creació de la revista Nexus. Va ser després de la mort d'aquest últim el 1994 que Riemen va fundar l'Institut Nexus, que vol promoure a través de la filosofia la reflexió individual, la cultura europea i els valors universals, especialment a través de debats i de seminaris filosòfics.
El 2009, escriu Adel van de geest (Noblesa d'Esperit), un motiu de valors humanístics fonamentals, aquest últim es reunirà amb gran èxit i es traduirà al castellà, l'anglès, el francès, l'alemany, l'italià i el romanès.
El 2010 publicarà De eeuwige terugkeer van het fascisme (L'etern retorn del feixisme), un assaig en què denuncia les formes modernes del feixisme, inclòs el Partit per la Llibertat de Geert Wilders. Aquesta publicació serà fortament criticada. El novembre de 2010 i l'agost de 2011, Rob Riemen va reiterar públicament les seves acusacions contra el Partit per la Llibertat, anomenant-lo neofeixista. Afirma que les estratègies de Geert Wilders són idèntiques a les utilitzades per Hitler i Mussolini. En resposta a aquests càrrecs, el Partit per la Llibertat, a Brabant, retira les seves beques del Nexus Institute.

## Publicacions en català
- Rob Riemen. «Per combatre aquesta època». Arcàdia. [Consulta: 18 octubre 2018].